# Nibionno
Nibionno é uma comuna italiana da região da Lombardia, província de Lecco, com cerca de 3.288 habitantes. Estende-se por uma área de 3 km², tendo uma densidade populacional de 1096 hab/km². Faz fronteira com Bulciago, Cassago Brianza, Costa Masnaga, Inverigo (CO), Lambrugo (CO), Veduggio con Colzano (MI).

## Demografia
| Variação demográfica do município entre 1861 e 2011                               |
|                                                                                   |
| Fonte: Istituto Nazionale di Statistica (ISTAT) - Elaboração gráfica da Wikipedia |